# Hævnens Time
Hævnens Time er en tysk stumfilm fra 1920 af Paul L. Stein.

## Medvirkende
- Ernst Hofmann som Verliebter Neffe
- Hans Kuhnert som Silvio de Montebello
- Frieda Lemke som Lisa
- Pola Negri som Gattin
- Hermann Pfanz som Giovanni Basso
- Ernst Stahl-Nachbaur som Luigi Paoli
- Eduard von Winterstein